# 陶輝
陶輝，PDSM（1967年8月19日—），英裔香港警察，生於英國哈特福，前香港警務處助理處長，西九龍總區指揮官。於2014年雨傘運動及2019年反修例運動期間，陶輝曾多次負責指揮鎮壓示威，更於612示威當天親自下令發射橡膠彈鎮壓。

## 早年生涯
陶輝在英國取得考古學學位後，於1988年投考當時的皇家香港警察，任職督察。在職期間，陶輝曾派駐所有五個陸上總區工作，主要擔任總區、警區及分區層面的軍裝部行動崗位，亦曾駐守警察學院、要員保護組 (1996-1999)、機場特警組及警察機動部隊總部。2014年雨傘革命中，陶輝曾參與負責鎮壓示威的日峰行動並獲香港特區政府表揚。2015年5月出任警察學院基礎訓練學校校長，2016年1月升任總警司並出任屯門警區指揮官；2017年1月調任東區警區指揮官，2019年6月調任新界南總區副指揮官。2020年2月擢升助理處長並出任西九龍總區指揮官。同年獲頒授行政長官公共服務獎狀。
陶輝曾於多所院校受訓，當中包括英國警務學院、瑞士國際航空運輸協會、法國的歐洲工商管理學院及荷蘭警察學院。

## 反修例運動
2019年6月12日反對逃犯條例修訂草案佔領行動發生期間，香港警隊中的速龍小隊向示威者發射橡膠彈，而陶輝為當日指揮官，他在當天的決策受到批評。事後香港警務處處長在記者會上表示開槍一事是當日指揮官的責任，與他無關。6月23日，英國《泰晤士報》大篇幅報道陶輝以及另一名英籍香港警隊人員——機動部隊校長莊定賢（英語：David John Jordan）在612衝突中的暴力行為，有部份英國網民表示恥與為伍。
陶輝於7月7日九龍大遊行在廣東道被遊行人士圍罵，批評他在相關衝突事件中的處理手法中濫用暴力。7月13日，他在光復上水活動期間在港鐵站指揮3,000名警力清場。10月27日，於尖沙咀「追究警暴集會」開始時進入會場，引起集會市民圍觀並指罵，並於大約半小時後指揮外圍防暴警察施放催淚彈驅散人群。11月16日，香港中文大學衝突過後，他早上連同帶備長盾的警員再到中大二號橋視察。12月25日，多區商場發生警民衝突，警方在沙田新城市廣場採取行動並施放胡椒噴霧，陶輝被噴中，面部通紅。
至2020年4月，英國保守黨人權委員會委員裴倫德 (Luke de Pulford)近日在Twitter發文，促請英國政府調查英國國民在香港涉及警暴問題，點名陶輝、莊定賢及另一英裔警官薛鎮廷為「英裔警暴要犯」(key prepetrators)，又透露正就事件構思法律行動，呼籲港人提供相關的警暴證據。
在2020年度授勳及嘉獎名單中，他因執行與社會事件相關工作的出色表現而獲頒發行政長官公共服務獎狀。

## 僭建爭議
2020年4月28日下午4點半，一名《壹週刊》專題記者和一名攝影師在清水灣採訪和拍攝涉及陶輝相關的調查新聞，完成採訪工作離開時，候車時有四輛警車共12名警員進行截查，以遊蕩罪名將記者押返警署，警方多番查問採訪內容，查看攝記的拍攝資料，不理記者反對複印記者的筆記簿後將其扣押到將軍澳警署。記者當時已向在場警員表明身分，又強調採訪期間沒有進入私人土地，亦沒有偷拍屋內情況，但仍被警察指「侵犯他人」。其後《壹週刊》記者向同系《蘋果日報》透露，當時正就牽涉陶輝不當行為作調查報道，在清水灣陶輝寓所附近訪問相關人士及拍攝附近環境，有一名警長曾指罵記者：「你知唔知下面住咗好重要嘅人物？你知唔知嗰個係陶輝？」（你知不知道下面住了一個很重要的人物？你知不知道那個人就是陶輝？）。
事件引起公眾嘩然。《壹週刊》嚴厲譴責警察濫用公權力，恐嚇記者，阻礙記者調查及揭發警隊高層醜聞。香港記者協會、香港攝影記者協會及壹工會均譴責事件，香港記者協會主席楊健興質疑警方執法有濫權之嫌，批評警方翻閱及影印採訪資料事態嚴重、損害新聞自由，又指若警方在無交出令情况下翻看，已涉嫌違法檢取新聞材料。
及後，《蘋果日報》報導，陶輝與另外兩名非華裔人士於2018年在香港創立一家出售冷氣系統的公司，陶輝至去年底仍持有六成股份，申報地址為清水灣碧水新村1號屋。記者接獲報料，指該物業由陶輝租住。但碧水新村的物業（包括陶輝報住的單號屋）大多為寮屋或牌照屋，原意為及於上世紀60年代批予受颱風影響的居民登記居住，並非私人土地或物業，登記人不能更換、轉租及轉售。記者更發現1號屋有共三層的僭建物，違反寮屋及牌照屋只限建兩層高的建築規定。而地下的花園有約三分一範圍超出撥地範圍，花園大閘亦設於官地上。翻查2011年的Google街景圖，當年1號屋天台並無僭建物。有村民在2014年向地政總署、警方和廉政公署求助，但全部沒有回應。也有村民指，陶輝夫婦三架私家車長期停泊在村內的公家地，甚至擺放雜物及挪用警察路障，將公地變成「專屬車位」。當他看到車位泊了其他車，顯得相當不滿。村內居民得知陶輝是警隊高層後，大多人擔心遭報復而不願多談。當區區議員余浚寧曾代表村民向政府申訴，但政府表示「調查中」，地政總署至今仍未回覆。
事件被蘋果日報及壹傳媒揭發後，引來各方跟進。新民主同盟范國威及多名西貢區議員，發起實地視察及搜證，以了解為何地政處沒有根據政策取消牌照和拆屋。及後，地政總署回應正跟進事件，包括是否有人違反牌照條款及是否涉霸佔官地，而民政事務總署時則證實，有關處所未有領取旅館牌照，牌照處會跟進。
事件之後繼續升溫，陶輝的妻子，同為警員的張雅詩，於《蘋果日報》刊出報道兩個多小時後，將其用作為民宿放租的Facebook帳戶之頭像，換成《蘋果日報》一名採訪主任的相片。該名採訪主任有份參與是次揭露醜聞的報道，不過其名字從未在報道中出現，意味或有人由其他途徑得悉其身份、找到其相片，再更換成頭像。
傳媒人呂秉權批評做法幼稚，指其動機無論是欲作出警告、洩憤或開玩笑，如令到負責報道的新聞工作者感到被威嚇，已構成打壓新聞自由。執業大律師黃宇逸表示，若有人將Facebook頭像換為《蘋果》記者的近照，可能已經違反《蘋果日報》去年取得，禁止任何人披露《蘋果》員工的個人資料之法庭禁制令並構成藐視法庭，一旦罪成，法官可以判處監禁，而且沒有刑期上限。《蘋果》總編輯羅偉光對事件表示憤怒，指兩名警務人員絕對有能力運用職權揭露記者個人資料及其家人的私隱資料，換上記者頭像，恐嚇意圖明顯，打壓新聞自由。記協主席楊健興表示，相信這做法不是巧合，其舉動會對涉事記者構成心理壓力，張雅詩身為公職人員，面對負面新聞時應該是具體回應新聞內容，而不是針對個別記者。

## 榮譽

### 紀律部隊獎章
- 香港警察卓越獎章（P.D.S.M.）（香港2022年度授勳及嘉獎名單；2022年7月27日）[28]
- 香港警察長期服務獎章（2006年10月27日，時任總督察）[29]
- 「踏浪者」行動獎章（2020年12月30日）[30]

### 嘉獎
- 行政長官公共服務獎狀（香港2020年度授勳及嘉獎名單；2020年10月1日）[31]
- 行政長官公共服務獎狀（香港2016年度授勳及嘉獎名單；2016年7月1日）[32]

## 參看條目
- 反對逃犯條例修訂草案佔領行動
- 莊定賢（David Jordan）
- 劉澤基，又稱光頭警長，被指藐視法庭[33]、網上造謠挑撥矛盾[34]及批駁上司[35]。
- 香港警察相關爭議及犯罪指控
- 裴倫德